# Poeciloneta yanensis
Poeciloneta yanensis är en spindelart som beskrevs av Yuri M. Marusik och Koponen 2002. Poeciloneta yanensis ingår i släktet Poeciloneta och familjen täckvävarspindlar. Inga underarter finns listade i Catalogue of Life.